# TLV-TVM
TLV-TVM est une société de transport assurant des liaisons maritimes entre les Îles d'Or (Porquerolles, Port-Cros, Île du Levant) et Hyères (Tour Fondue et Port d'Hyères). Elle assure trois lignes soumise à délégation de service public ainsi que deux lignes saisonnières qui sont hors délégation de service public. Il existe de plus une ligne servant à transporter des véhicules (la ligne 2).

## Lignes du réseau
Les lignes soumises à délégation de service public sont les lignes 1, 3 et 4 . 
Les lignes saisonnières sont les lignes 5 et 7.
Il existe de plus la ligne 2, qui sert à transporter des véhicules.
| Ligne   | Caractéristiques                                                               | Caractéristiques                                         | Caractéristiques                                         | Caractéristiques                                         | Caractéristiques                                         | Caractéristiques                                         | Caractéristiques                                         | Caractéristiques                                         | Caractéristiques                                         |
| Ligne 1 | Tour Fondue (Presqu'île de Giens, Hyères) ⥋ Porquerolles                       | Tour Fondue (Presqu'île de Giens, Hyères) ⥋ Porquerolles | Tour Fondue (Presqu'île de Giens, Hyères) ⥋ Porquerolles | Tour Fondue (Presqu'île de Giens, Hyères) ⥋ Porquerolles | Tour Fondue (Presqu'île de Giens, Hyères) ⥋ Porquerolles | Tour Fondue (Presqu'île de Giens, Hyères) ⥋ Porquerolles | Tour Fondue (Presqu'île de Giens, Hyères) ⥋ Porquerolles | Tour Fondue (Presqu'île de Giens, Hyères) ⥋ Porquerolles | Tour Fondue (Presqu'île de Giens, Hyères) ⥋ Porquerolles |
| ------- | ------------------------------------------------------------------------------ | -------------------------------------------------------- | -------------------------------------------------------- | -------------------------------------------------------- | -------------------------------------------------------- | -------------------------------------------------------- | -------------------------------------------------------- | -------------------------------------------------------- | -------------------------------------------------------- |
| Ligne 1 | Ouverture / Fermeture — / —                                                    | Longueur —                                               | Durée 20 minutes min                                     | Nb. d’arrêts 2                                           | Matériel Bateaux                                         | Jours de fonctionnement L, Ma, Me, J, V, S, D            | Jour / Soir / Nuit / Fêtes O / N / N / O                 | Voy. / an —                                              | Dépôt —                                                  |
| Ligne 1 | Desserte : Hyères, Porquerolles                                                |                                                          |                                                          |                                                          |                                                          |                                                          |                                                          |                                                          |                                                          |
| Ligne 1 | Autre : La ligne est accessible aux passagers, aux véhicules ainsi qu'au fret. |                                                          |                                                          |                                                          |                                                          |                                                          |                                                          |                                                          |                                                          |
| Ligne 1 | Dernière actualisation : —                                                     |                                                          |                                                          |                                                          |                                                          |                                                          |                                                          |                                                          |                                                          |
| Ligne 2 | Tour Fondue (Presqu'île de Giens, Hyères) ⥋ Port-cros                          | Tour Fondue (Presqu'île de Giens, Hyères) ⥋ Port-cros    | Tour Fondue (Presqu'île de Giens, Hyères) ⥋ Port-cros    | Tour Fondue (Presqu'île de Giens, Hyères) ⥋ Port-cros    | Tour Fondue (Presqu'île de Giens, Hyères) ⥋ Port-cros    | Tour Fondue (Presqu'île de Giens, Hyères) ⥋ Port-cros    | Tour Fondue (Presqu'île de Giens, Hyères) ⥋ Port-cros    | Tour Fondue (Presqu'île de Giens, Hyères) ⥋ Port-cros    | Tour Fondue (Presqu'île de Giens, Hyères) ⥋ Port-cros    |
| Ligne 2 | Ouverture / Fermeture — / —                                                    | Longueur —                                               | Durée —                                                  | Nb. d’arrêts 2                                           | Matériel Bateaux                                         | Jours de fonctionnement L, Ma, Me, J, V, S, D            | Jour / Soir / Nuit / Fêtes O / N / N / —                 | Voy. / an —                                              | Dépôt —                                                  |
| Ligne 2 | Desserte : Hyères, Port-cros                                                   |                                                          |                                                          |                                                          |                                                          |                                                          |                                                          |                                                          |                                                          |
| Ligne 2 | Autre : Ligne uniquement accessible pour transporter des véhicules.            |                                                          |                                                          |                                                          |                                                          |                                                          |                                                          |                                                          |                                                          |
| Ligne 2 | Dernière actualisation : —                                                     |                                                          |                                                          |                                                          |                                                          |                                                          |                                                          |                                                          |                                                          |
| Ligne 3 | Port d'Hyères (Hyères) ⥋ Port-cros                                             | Port d'Hyères (Hyères) ⥋ Port-cros                       | Port d'Hyères (Hyères) ⥋ Port-cros                       | Port d'Hyères (Hyères) ⥋ Port-cros                       | Port d'Hyères (Hyères) ⥋ Port-cros                       | Port d'Hyères (Hyères) ⥋ Port-cros                       | Port d'Hyères (Hyères) ⥋ Port-cros                       | Port d'Hyères (Hyères) ⥋ Port-cros                       | Port d'Hyères (Hyères) ⥋ Port-cros                       |
| Ligne 3 | Ouverture / Fermeture — / —                                                    | Longueur —                                               | Durée —                                                  | Nb. d’arrêts 2                                           | Matériel Bateaux                                         | Jours de fonctionnement L, Ma, Me, J, V, S, D            | Jour / Soir / Nuit / Fêtes O / N / N / O                 | Voy. / an —                                              | Dépôt —                                                  |
| Ligne 3 | Desserte : Hyères, Port-cros                                                   |                                                          |                                                          |                                                          |                                                          |                                                          |                                                          |                                                          |                                                          |
| Ligne 3 | Autre : Ligne accessible aux passagers et au fret.                             |                                                          |                                                          |                                                          |                                                          |                                                          |                                                          |                                                          |                                                          |
| Ligne 3 | Dernière actualisation : —                                                     |                                                          |                                                          |                                                          |                                                          |                                                          |                                                          |                                                          |                                                          |
| Ligne 4 | Port d'Hyères (Hyères) ⥋ Île du Levant                                         | Port d'Hyères (Hyères) ⥋ Île du Levant                   | Port d'Hyères (Hyères) ⥋ Île du Levant                   | Port d'Hyères (Hyères) ⥋ Île du Levant                   | Port d'Hyères (Hyères) ⥋ Île du Levant                   | Port d'Hyères (Hyères) ⥋ Île du Levant                   | Port d'Hyères (Hyères) ⥋ Île du Levant                   | Port d'Hyères (Hyères) ⥋ Île du Levant                   | Port d'Hyères (Hyères) ⥋ Île du Levant                   |
| Ligne 4 | Ouverture / Fermeture — / —                                                    | Longueur —                                               | Durée —                                                  | Nb. d’arrêts 2                                           | Matériel Bateaux                                         | Jours de fonctionnement L, Ma, Me, J, V, S, D            | Jour / Soir / Nuit / Fêtes O / N / N / O                 | Voy. / an —                                              | Dépôt —                                                  |
| Ligne 4 | Desserte : Hyères,Île du Levant                                                |                                                          |                                                          |                                                          |                                                          |                                                          |                                                          |                                                          |                                                          |
| Ligne 4 | Autre : Ligne accessible aux passagers et au fret.                             |                                                          |                                                          |                                                          |                                                          |                                                          |                                                          |                                                          |                                                          |
| Ligne 4 | Dernière actualisation : —                                                     |                                                          |                                                          |                                                          |                                                          |                                                          |                                                          |                                                          |                                                          |
| Ligne 5 | Port d'Hyères (Hyères) ⥋ Île du Levant                                         | Port d'Hyères (Hyères) ⥋ Île du Levant                   | Port d'Hyères (Hyères) ⥋ Île du Levant                   | Port d'Hyères (Hyères) ⥋ Île du Levant                   | Port d'Hyères (Hyères) ⥋ Île du Levant                   | Port d'Hyères (Hyères) ⥋ Île du Levant                   | Port d'Hyères (Hyères) ⥋ Île du Levant                   | Port d'Hyères (Hyères) ⥋ Île du Levant                   | Port d'Hyères (Hyères) ⥋ Île du Levant                   |
| Ligne 5 | Ouverture / Fermeture — / —                                                    | Longueur —                                               | Durée —                                                  | Nb. d’arrêts 3                                           | Matériel Bateaux                                         | Jours de fonctionnement L, Ma, Me, J, V, S, D            | Jour / Soir / Nuit / Fêtes O / N / N / O                 | Voy. / an —                                              | Dépôt —                                                  |
| Ligne 5 | Desserte : Hyères, Port-cros, Île du Levant                                    |                                                          |                                                          |                                                          |                                                          |                                                          |                                                          |                                                          |                                                          |
| Ligne 5 | Autre : Ligne accessible aux passagers.                                        |                                                          |                                                          |                                                          |                                                          |                                                          |                                                          |                                                          |                                                          |
| Ligne 5 | Dernière actualisation : —                                                     |                                                          |                                                          |                                                          |                                                          |                                                          |                                                          |                                                          |                                                          |
| Ligne 7 | Port-cros ⥋ Île du levant                                                      | Port-cros ⥋ Île du levant                                | Port-cros ⥋ Île du levant                                | Port-cros ⥋ Île du levant                                | Port-cros ⥋ Île du levant                                | Port-cros ⥋ Île du levant                                | Port-cros ⥋ Île du levant                                | Port-cros ⥋ Île du levant                                | Port-cros ⥋ Île du levant                                |
| Ligne 7 | Ouverture / Fermeture — / —                                                    | Longueur —                                               | Durée —                                                  | Nb. d’arrêts 2                                           | Matériel Bateaux                                         | Jours de fonctionnement L, Ma, Me, J, V, S, D            | Jour / Soir / Nuit / Fêtes O / N / N / O                 | Voy. / an —                                              | Dépôt —                                                  |
| Ligne 7 | Desserte : —                                                                   |                                                          |                                                          |                                                          |                                                          |                                                          |                                                          |                                                          |                                                          |
| Ligne 7 | Autre : Ligne accessible aux passagers.                                        |                                                          |                                                          |                                                          |                                                          |                                                          |                                                          |                                                          |                                                          |
| Ligne 7 | Dernière actualisation : —                                                     |                                                          |                                                          |                                                          |                                                          |                                                          |                                                          |                                                          |                                                          |

,

## Vedettes
TLV-TVM dispose de 12 navires au 05 mai 2020. Le parc se compose de :
- 7 vedettes à passagers (Méditerranée VIII ; Méditerranée IX ; Méditerranée XI ; Méditerranée XV ; Méditerranée XVII ; Amour des Îles XVI ; Moby Dick)
- 1 vedette mixte (Méditerranée XIV)
- 3 rouliers (Archipel III ; Archipel IV ; Archipel V)
- 1 vedette à passagers à vision sous-marine (Vision des Îles).